# Broder
Broder fue una serie de televisión musical dramática argentina emitida por la TV Pública. La serie gira en torno a dos hermanos que se mudan a un barrio bonaerense, donde conocerán el mundo del freestyle e intentarán formar parte de él. Estuvo protagonizada por Andy Gorostiaga, Ailín Salas, Klan, Núcleo Aka Tinta Sucia y Rebeca Flores. Fue estrenada el jueves 17 de octubre de 2019 con una emisión de episodios triples.

## Sinopsis
Tras la muerte de su padre, Mirko (Andy Gorostiaga) y Roma (Ailín Salas) deciden abandonar su vida en la Patagonia y mudarse a la casa de su abuela Patria (Marta Lubos), quién vive en la localidad de Temperley en la provincia de Buenos Aires. Allí conocerán a Núcleo, el vecino, un rapero y productor de hip hop que tiene un estudio de grabación llamado El Triángulo Estudio, al cual Roma se adapta rápidamente, sin embargo, su hermano Mirko no tendrá la misma suerte, ya que deberá ganarse el respeto aprendiendo a rapear y juntos enfrentarán los prejuicios para transformarse en grandes exponentes de la cultura del freestyle.

## Elenco

### Principal
- Andy Gorostiaga como Mirko.
- Ailín Salas como Roma.
- Klan como Él mismo.
- Núcleo Aka Tinta Sucia como Él mismo.
- Rebeca Flores como Ella misma.

### Recurrente
- Marta Lubos como Patria.
- Cazzu como Ella misma.
- MPDhela como Él mismo.
- Cristian Salguero como "El Enano".

### Invitados
- Urbanse como Él mismo.
- Mónica Raiola como Alicia.
- Maiara Miranda como Maiara.
- Roly Serrano como Soria.
- Keke como Él mismo.
- Lady Flor como Ella misma.
- Luka el Vikingo como Él mismo.
- Pablo Camet como Él mismo.
- Live Free como Él mismo.
- Saga como Él mismo.
- Krei como Él mismo.
- Tiago como Él mismo.
- CTZ como Él mismo.
- Frane como Él mismo.
- Rio Loko como Él mismo.
- Nicolás Elías como Él mismo.
- Joan como Él mismo.
- Chino CNO como Él mismo.
- Sherpa como Él mismo.
- Ana Wardak como Mari.

## Episodios
| N.º (serie) | Título        | Director              | Guionista(s)                                      | Emisión original       | Audiencia (en millones) |
| ----------- | ------------- | --------------------- | ------------------------------------------------- | ---------------------- | ----------------------- |
| 1           | «Episodio 1»  | Mauro Pérez Quinteros | Jonathan Barg, Salvador Roselli y Javier Zevallos | 17 de octubre de 2019  | —                       |
| 2           | «Episodio 2»  | Mauro Pérez Quinteros | Jonathan Barg, Salvador Roselli y Javier Zevallos | 17 de octubre de 2019  | —                       |
| 3           | «Episodio 3»  | Mauro Pérez Quinteros | Jonathan Barg, Salvador Roselli y Javier Zevallos | 17 de octubre de 2019  | —                       |
| 4           | «Episodio 4»  | Mauro Pérez Quinteros | Jonathan Barg, Salvador Roselli y Javier Zevallos | 24 de octubre de 2019  | —                       |
| 5           | «Episodio 5»  | Mauro Pérez Quinteros | Jonathan Barg, Salvador Roselli y Javier Zevallos | 24 de octubre de 2019  | —                       |
| 6           | «Episodio 6»  | Mauro Pérez Quinteros | Jonathan Barg, Salvador Roselli y Javier Zevallos | 24 de octubre de 2019  | —                       |
| 7           | «Episodio 7»  | Mauro Pérez Quinteros | Jonathan Barg, Salvador Roselli y Javier Zevallos | 31 de octubre de 2019  | —                       |
| 8           | «Episodio 8»  | Mauro Pérez Quinteros | Jonathan Barg, Salvador Roselli y Javier Zevallos | 31 de octubre de 2019  | —                       |
| 9           | «Episodio 9»  | Mauro Pérez Quinteros | Jonathan Barg, Salvador Roselli y Javier Zevallos | 31 de octubre de 2019  | —                       |
| 10          | «Episodio 10» | Mauro Pérez Quinteros | Jonathan Barg, Salvador Roselli y Javier Zevallos | 7 de noviembre de 2019 | 1.4                     |

## Recepción

### Premios y nominaciones
| Lista de premios y nominaciones | Lista de premios y nominaciones            | Lista de premios y nominaciones | Lista de premios y nominaciones                                            | Lista de premios y nominaciones | Lista de premios y nominaciones | Lista de premios y nominaciones |
| Año                             | Organización                               | Categoría                       | Nominado/a (s)                                                             | Resultado                       | Ref(s)                          |                                 |
| ------------------------------- | ------------------------------------------ | ------------------------------- | -------------------------------------------------------------------------- | ------------------------------- | ------------------------------- | ------------------------------- |
| 2020                            | Festival de Buenos Aires Series            | Mejor Banda Musical             | Broder                                                                     | Ganador                         | [ 6 ]                           |                                 |
| 2020                            | Seoul Web Fest                             | Mejor Música                    | Broder                                                                     | Nominado                        | [ 7 ]                           |                                 |
| 2020                            | Seoul Web Fest                             | Mejor Serie Dramática           | Broder                                                                     | Nominado                        | [ 7 ]                           |                                 |
| 2020                            | Hip Hop Film Fest                          | Mejor Serie                     | Broder                                                                     | Ganador                         | [ 8 ]                           |                                 |
| 2020                            | Festival Internacional de Series de Cannes | Mejor Serie Corta               | Broder                                                                     | Ganador                         | [ 9 ]                           |                                 |
| 2020                            | Rio Web Fest                               | Mejor Serie Internacional       | Broder                                                                     | Nominado                        | [ 10 ]                          |                                 |
| 2020                            | Rio Web Fest                               | Mejor Director                  | Mauro Pérez Quinteros                                                      | Nominado                        | [ 10 ]                          |                                 |
| 2020                            | Rio Web Fest                               | Mejor Guion                     | Jonathan Barg, Salvador Roselli y Javier Zevallos                          | Nominados                       | [ 10 ]                          |                                 |
| 2020                            | Rio Web Fest                               | Mejor Serie Dramática           | Broder                                                                     | Nominado                        | [ 10 ]                          |                                 |
| 2020                            | Rio Web Fest                               | Mejor Actor                     | Andy Gorostiaga                                                            | Ganador                         | [ 10 ]                          |                                 |
| 2020                            | Rio Web Fest                               | Mejor Fotografía                | Armin Marchesini Weihmüller y Camilo Soratti                               | Nominados                       | [ 10 ]                          |                                 |
| 2020                            | Rio Web Fest                               | Mejor Soundtrack                | Broder                                                                     | Nominado                        | [ 10 ]                          |                                 |
| 2020                            | Rio Web Fest                               | Mejor Sonido                    | Martín Chebli Murad, Juan Ignacio Temoche, Federico Lemos y Claudio Servín | Nominados                       | [ 10 ]                          |                                 |
| 2020                            | Produ Awards                               | Mejor Serie Corta               | Broder                                                                     | Nominado                        | [ 11 ]                          |                                 |